# Трговина људима у Кини
Трговина људима у Кини је део глобалног феномена трговине људима. Народна Република Кина је главни извор и значајна транзитна земља за мушкарце, жене и децу који су изложени трговини људима, посебно принудном раду и принудној проституцији. Жене и деца из Кине у ланцу трговине прелазе у Африку, Европу, Латинску Америку, Блиски исток и Северну Америку, претежно у Тајван, Тајланд, Малезију и Јапан у циљу сексуалне експлоатације и принудног рада. Жена и деца из Мјанмара, Вијетнама, Монголије, бившег Совјетског Савеза (осим балтичких држава ), Северне Кореје, Румуније и Гане се превозе у Кину такође због комерцијалне сексуалне експлоатације и присилног рада.

## Дефиниција
Најчешће се користи она дефиниција трговине људима која је дата у оквиру Протокола Уједињених нација за превенцију, сузбијање и кажњавање трговине људима из 2000. године, нарочито женама и децом, који допуњава Конвенцију Уједињених нација против транснационалног организованог криминала. Трговина људима се дефинише као врбовање, трансфер, смештај или прихват лица, употребом претње или употребом силе у циљу експлоатације зарад стицања користи. Трговина људима представља једно од најтежих кривичних дела против човечности.
Различити видови трговине се класификују на основу сексуалне експлоатације, некомерцијалне експлоатације, радне експлоатације и других облика експлоатације. Особа се сматра жртвом трговине људима ако је укључена у горенаведене облике трговине, без обзира на да ли је особа пристала или не.

## Распрострањеност
Међуагенцијски пројекат Уједињених нација о трговини људима (УНИАП) наводи да око 600.000 радника миграната годишње напушта Кину и одлази у иностранство. Овај број одговара статистици коју прати Министарство рада и социјалне заштите Републике Кине и не укључује нерегистроване, илегалне мигранте. Процењује се да 90% радника миграната емигрира нерегулисаним и илегалним каналима.
Претпоставља се да се трговина женама ван граница Кине постепено повећава. Нерегистровани мигранти који се увозе у Кину углавном долазе из Вијетнама, Русије, Кореје и Мјанмара. Многим људима се тргује из југозападне Кине, преко Мјанмара у земље попут Тајланда и Малезије.
Трговина људима у различитим земљама има широк спектар циљева, од комерцијалне, сексуалне експлоатације и принудног брака до незаконитог усвајања, присилног рада и просјачења. На пример, преко 8.000 вијетнамских жена које су се удале за кинеске мушкарце у провинцији Гуангси између 1989. и 1999. године, су биле жртве трговине.

### Извештаји о трговини људима
Према студији УНИАП-а о извештајима о трговини људима у Кини, пријављено је 800 случајева трговине људима у штампаним медијима од 2006. до 2007. године. Студија је указала на корелације између фактора као што су старост и пол са различитим типовима трговине људима. На пример, трговина дечака за усвајање и трговина девојчица и младих жена за сексуалну експлоатацију су различите врсте трговине људима које су имале позитивну корелацију са другим фактором.
Главни начин врбовања и трговине људима су: 37% преваре и обмане; 26% отмица; 17% злоупотребе моћи или рањивости; 5% физичког насиља.
У 58% чланака се наводе области трговине жртвама: 19% присилна проституција;9% индустрија забаве, фризерски и масажни салони; 4% производња; 3% домаћи рад; 3% принудно просјачење; и 11% друге области.

### Географска дистрибуција принудних радника
Према извештају УНИАП-а о трговини људима у Кини, од 2007. до средине 2008. године, провинције Јунан и Гуејџој су главни извори трговине људима. Провинције Фуђен, Гуангдунг и Шандунг су биле примарне дестинације. Провинција Хенан је уједно извор и одредиште за трговину људима.
Такође је пронађена корелација између извора и одредишта за жртве трговине људима. Жртве трговине људима долазе из провинција са најнижим БДП-ом по глави становника у Кини као што су Јунан и Гуејџој. Провинције са највећим БДП-ом по глави становника, као што су Фуђен, Гуангдунг и Шандунг, главне су дестинације за жртве трговине људима јер постоји велика тражња за присилним радницима као и расположиви ресурси за коришћење.
Кина и данас представља значајан извор женских жртава које су подвргнуте принудној проституцији широм света. Током година, кинеске жртве сексуалне експлоатације и трговине су регистроване на свим насељеним континентима. Трговци људима, или предатори су регрутовали девојке и младе жене, често из руралних подручја Кине, користећи лажне огласе за посао и физичке претње да би добили и одржали њихову услугу у проституцији.

### Главни кинески центри за трговину људима
Интерна трговина је најизраженија међу кинеском мигрантском популацијом, која се процењује на преко 150 милиона људи. Присилни рад и даље представља озбиљан проблем, укључујући рад у рудницима угља, фабрикама и на градилиштима широм Кине. Постојали су бројни извештаји о принудном раду деце, одраслих и радника миграната током извештајног периода. На пример, у мају 2009. године, медији су изнели случај принудног рада у цигланама у провинцији Анхуеј, где су ментално хендикепирани радници били изложени ропским условима рада.
Поред интерне трговине мигрантском популацијом у Кини, раширена трговина се често приписује и деценијској политици једног детета која је резултовала родну неравнотежу. Мушкарци из провинција, који су суочени са озбиљним проблемом недостатка жена, под снажним притиском су да пронађу младу. Када не могу да приуште невесту из локалне средине, они прибегавају куповини невесте киднаповане из других области.
Трговци људима углавном тргују са женама из провинција са великим родним дисбалансом као што су Нингсја, Гуангџоу, Гуангдунг и Јунан.

## Врсте трговине људима

### Дечји рад
Стејт департмент је објавио извештај у којем се наводи да су "кинеска деца присиљена на проституцију и разне облике принудног рада, укључујући просјачење, крађу, продају цвећа и рад у цигланама и фабрикама."  Било је извештаја да су деца пронађена у цигларским пећима, у секторима нискоквалификованих услуга и у малим радионицама и фабрикама. Ови извештаји су показали да су малолетни радници у тинејџерским годинама, обично у доби од 13 до 15 година, док неки од њих имају само 10 година.
Укупан опсег принудног и дечјег рада у Кини је нејасан делимично зато што влада објављује само ограничене информације о тој теми у складу са извештајем о трговини људима који је издао амерички Државни секретаријат.

### Сексуална експлоатација
Кинеска законска дефиниција трговине људима не идентификује децу изнад 14 година као жртве трговине људима. Кинески закони признају само облике принуде као средство трговине људима. У извештају америчког Стејт департмента, "члан 244. кинеског кривичног закона криминализује принудни рад, али прописује новчане казне или казне до три године завора, само уколико се утврди да су околности озбиљне." Поред тога, дефиниција трговине људима се не односи на мушке жртве или на одрасле жртве трговине људима.
Број жена које пате од сексуалне експлоатације се експоненцијално повећава. Трговци људима обично привлаче жртве лажним обећањима о високим платама и стабилним приходима рада. Многе жене су преварене због лошег образовања и често припадају маргинализованим мањинским групама које верују у лажна обећања трговаца људима који нуде наду да ће живети урбанији и бољи живот.
Проблем сексуалне експлоатације произилази из проблема родне неравнотеже који је присутан у Кини. Жене су жртве трговине у провинцијама као што је Јунан у којима је родна неравнотежа посебно изражена и где постоји велика потражња за женама. Често мушкарци укључују жене у ланац трговине након што их врбују обећањима о запошљавању и новцу. Жене које су жртве трговине људима често су затим присиљене на брак и због тога трпе дуготрајну сексуалну експлоатацију. Према чланку о „Трговини људима и кријумчарењу у Кини”, ауторке Синди Чу, жене које су биле жртве трговине људима су обично имале између 20 и 50 година а "донедавно је већина њих била млађа од 20 година, а неке од њих су биле девојчице до 12 година старости.”

### Трговина људским органима
Куповина и продаја органа превладава на црном тржишту Кине. Трговина људским органима представља трговину органима у циљу трансплантације. Постоји недостатак органа који су доступни за трансплантацију и који стварају црно тржиште за органе. Традиционално, кинеска култура диктира да органи треба да буду закопани и кремирани да би се појединац реинкарнирао као целина што је довело до недостатка органа за трансплантацију. Према томе, Кина је прибегла прикупљању органа из тела заробљеника ради употребе трансплантације органа. Према извештају за трансплантацију органа који су написали Будијани-Сабери и Делмонико, у Кини је извршено 11.000 трансплантација коришћењем органа погубљених затвореника 2006. године.
Извршено је 8.000 трансплантација бубрега, 3.000 трансплантација јетре и 200 трансплантација срца. Међутим, пошто је Кина недавно усвојила Закон о људској трансплантацији који забрањује комерцијалну употребу органа затвореника, Кина је смањила број трансплантација за стране пацијенте за 50% у 2007.
Према кинеском Министарству здравља, око 1,5 милиона људи и даље чека на трансплантацију.

### Сурогат
Иако је сурогат у Кини незаконита пракса, она се практикује и даље међу богатим кинеским становништвом. У протеклих тридесет година, у Кини је рођено више од 25.000 деце сурогат методом. Већина сурогат мајки се регрутује са села и наплаћује око 140.000 јуана. Парови који траже сурогат мајку пролазе кроз нелиценцирану агенцију која се понаша као посредник који успоставља комуникацију са женама које су вољне да изнајме своје материце.
Многи богати парови често запошљавају више од једне сурогат мајке како би добили осам беба, јер је осам срећан број у кинеској култури. Ин витро оплодња такође даје већу шансу за близанце или тројке, што доводи до избегавања кинеске политике једног детета. Овакво искоришћавање женских тела је захтевало строже законе против сурогат мајчинства. Кинеско министарство здравства је разоткрило многе од ових пракси и присилило је сурогатне мајке на абортус.

## Закони и политике против трговине људима

### Спровођење закона против трговине људима
С обзиром на то да је трговина људима преовлађујући проблем у Кини, имплементирани су многи прописи и закони како би се забранили облици трговине људима. Кинеска влада је ратификовала Протокол УН о трговини људима у децембру 2009. године који обавезује Кину да забрани све облике трговине људима и усклади своје домаће законе са међународним стандардима у року од 24 месеца. Амерички Стејт департмент је известио да је Кина "ухапсила 19 од 20 најтраженијих трговаца у земљи и процесуирала криминалне мреже и синдикате организованог криминала који су укључени у трговину људима".
Кинеска влада је усвојила низ закона против трговине људима и кријумчарења. Казне за трговце људима и купце 'људске робе' су високе и озбиљне. Међутим, количина корупције и слаба примена закона онемогућила је успешну имплементацију таквих закона и програма.

### Акција централне владе
У извештају Министарства јавне безбедности Кине и Министарства правде, дати су детаљи о борби против трговине људима у Кини. На пример, у извештају се наводи да „будући да је борба против трговине женама и децом почела на националном нивоу 1991. године, велики број случајева трговине женама и децом је решен и починиоци су строго кажњени у складу са законом.” 
У 2008. години, судови широм земље су се састали да одлуче о 1353 случаја трговине женама и децом. Укупно од 1353 предмета, осуђено је 2161 починилац, што представља повећање од 11,05% у односу на 2007. годину. Од оних који су осуђени, 1319 починиоца су осуђени на више од 5 година затвора на одређено време, доживотни затвор и смрт, што представља повећање од 10,1% у односу на 2007.
Судови широм земље су 2009. године решили 1636 случајева трговине женама и децом, што представља повећање од 20,9% у односу на 2008. годину. Укупно је осуђено 2413 починилаца, што представља повећање од 11,7% у односу на 2008. годину. Од оних који су осуђени, 1475 су осуђени на више од 5 година затвора, доживотни затвор или смрт, што представља повећање од 11,83% у односу на 2008. “ 

### Организације против трговине људима
Неколико организација у Кини су посвећене побољшавању ситуације са трговином људима. На пример, Спасимо децу је програм који је помогао у финансирању истраживања како би се постигло јасније разумевање питања као што су миграција и трговина људима. Образовањем деце и младих о опасностима трговине људима, посебно у заједницама етничких мањина, они се уче да буду на опрезу и препознају процесе и организације које се баве трговином људима.
Друга организација под називом Федерација свих кинеских жена која је организовала кампању против трговине људима има за циљ образовање рањивих жена и деце да се заштите од превладавајућих социјалних и културних перспектива које пропагирају трговину људима. Федерација свих кинеских жена је такође укључена у пројекат сарадње са Вијетнамом у борби против трговине људима.
Сајт TongJuBao.com, модел заједничке узајамне помоћи (који се понекад назива и П2П осигурање), покренуо је 2016. године Шему за безбедност деце која би требало да мобилише ресурсе свих чланова за финансирање професионалне подршке за брзе истраге (подржавање напора породице и полиције) у случају да дете из заједнице нестане.

### Притисак људских права / активистичких група
Асоцијација нација југостичне Азије (АСЕАН) је потписала прву конвенцију о људским правима у новембру 2012. године и обавезала се на споразум о трговини људима 2014. године. Прве земље чланице АСЕАН-а, формиране 1967. године су Индонезија, Малезијуа, Филипини, Сингапур, Тајланд. Од тада се Асоцијација проширила и на Брунеј, Камбоџу, Лаос, Мјанмар и Вијетнам, укључујући и Кину, Јапан и Кореју. Ове земље су посвећене борби против трговине људима.
Асоцијација подразумева обавезе да се заједнички ради на спречавању трговине људима, да се идентификују и заштите жртве, као и да се осигура кажњавање починилаца. Према Хелен Стејси, директорки Програма за људска права, питања људских права постају интегрисана у регионалне расправе о трговини и економском развоју. Асоцијација нација југоисточне Азије, као организација за слободну трговину, укључује и трговину људима јер су земље препознале да ако желе да признају кредибилитет националне управе, морају признати проблем, потписати споразуме о људским правима и почети да сарађују са својим суседима. у борби против трговине људима. Један од примарних циљева Асоцијације нација југоисточне Азије је спречавање трговине људима, заштита жртава и кривично гоњење трговаца људима.